# Дамашка
Дамашка (пол. Damaszka, нім. Damaschken) — село в Польщі, у гміні Тчев Тчевського повіту Поморського воєводства.
У 1975-1998 роках село належало до Гданського воєводства.